# Nya Frankrike
Nya Frankrike (franska Nouvelle-France) är ett historiskt område i nordöstra Nordamerika. Det omfattar de områden i Nordamerika som kontrollerades av Frankrike under perioden 1534-1763. Ögruppen Saint-Pierre och Miquelon vid Kanadas östkust är ännu fransk.
Nya Frankrike koloniserades av Frankrike från att området upptäcktes av Jacques Cartier 1534 och fram till att landet förlorade de sista delarna av området till Storbritannien 1763. I Nya Frankrike låg Saint Lawrencefloddalen, Mississippifloddalen, Hudson Bay och det som idag är Nova Scotia, New Brunswick och Prince Edward Island.

## Geografisk indelning
|  | Nya Frankrikes tre huvuddelar |

## Befolkningsutveckling

### Kanada

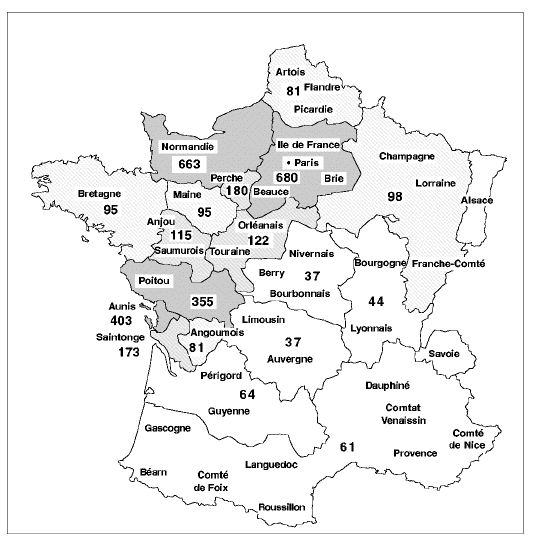
Den fransk-kanadensiska befolkningens franska ursprung.

Den kärva naturmiljön utgjorde ett hinder för de franska kolonisternas överlevnad och de tidiga bosättningarna var i stor utsträckning beroende av en ständig inflyttning av handelsmän, militärer, präster och ämbetsmän från Frankrike. 1666 uppgick befolkningen bara till drygt tretusen personer. De flesta av de tidiga inflyttarna var ogifta män, men en ökande inflyttning från Frankrike av personer av bägge könen skapades så småningom en självreproducerande befolkning. Vid tiden för Kanadas övergång till Storbritannien 1760 uppgick befolkningen till ca 70 000 personer.
Sedan Nya Frankrike ställts direkt under den franska kronan 1663 påbörjades ett utvecklingsprogram med statsunderstödd invandring där nybyggarna försågs med djur, redskap och utsäde. För att utjämna könsskillnaderna sändes 1 200 föräldralösa unga kvinnor (filles du Roi) till Kanada. Ogifta män nekades pälshandelslicenser och penninggåvor gavs till nygifta män och till familjefäder med många barn, allt för att öka den franska befolkningen. På 1670-talet växte befolkningen till över niotusen invånare. Invandringen avtog därefter, men nu var befolkningen kapabel att förnya sig själv.

### Akadien
Den första folkräkningen 1671 fann en fransktalande befolkning i Akadien som uppgick till mer än 400 personer, av vilka 200 bodde i Port-Royal. 1701 fanns det omkring 1400 fransktalande akadier och 1755, när landet övertogs av britterna och de började fördriva den fransktalande befolkningen, hade invånarantalet stigit till över 13 000 och då var inte fästningsstaden Louisbourg inräknad.

### Louisiana
Frankrike gjorde sedan 1682 anspråk på Louisiana genom René Robert Cavelier de La Salle, men det var först genom Pierre Le Moyne d’Iberville som Frankrike 1699 etablerade en permanent närvaro i området, där han 1702 grundade den första franska kolonin i Mobile i dagens Alabama. De franska kolonisterna förlitade sig i stor utsträckning på slavarbetskraft och indianska jordbruksmetoder. Nära förbindelser uppstod med Choctawer och Chickasaw vilke sökte franska allianser i kampen mot anglo-indianska slavjägare. En folkräkning 1708 fann 60 kanadensiska skogslöpare, 122 militärer, sjömän och hantverkare anställda av kronan samt 157 indianska slavar och europeiska män, kvinnor och barn. Under det handelsmonopol som existerade 1713-1729 flyttades inte bara residensstaden från Mobile till Nouvelle-Orléans, utan befolkningen ökade till femtusen personer 1721 genom inflyttning av bönder och kontraktstjänare, deporterade brottslingar, schweiziska och franska soldater samt utslagna kvinnor från Paris. Det viktigaste bidraget till befolkningsutvecklingen gav de 6 000 afrikanska slavar som importerades framförallt från Senegambien men även från Beninbukten och Angola. 1732 utgjorde afrikanska slavar två-tredjedelar av franska Louisianas icke-indianska befolkning. I Natchezrevolten 1729 omkom 10% av den vita befolkningen och 1746 hade befolkningen sjunkit till omkring 3 200 vita och 4 700 svarta invånare, huvudsakligen genom återflyttning till Frankrike och slavimportens upphörande. Under 1750-talet ökade dock befolkningen återigen, kanske med så mycket som 50% genom inflyttning av fattiga franska flickor, elsassare och franska soldater.

## Nya Frankrike präglades av kriget

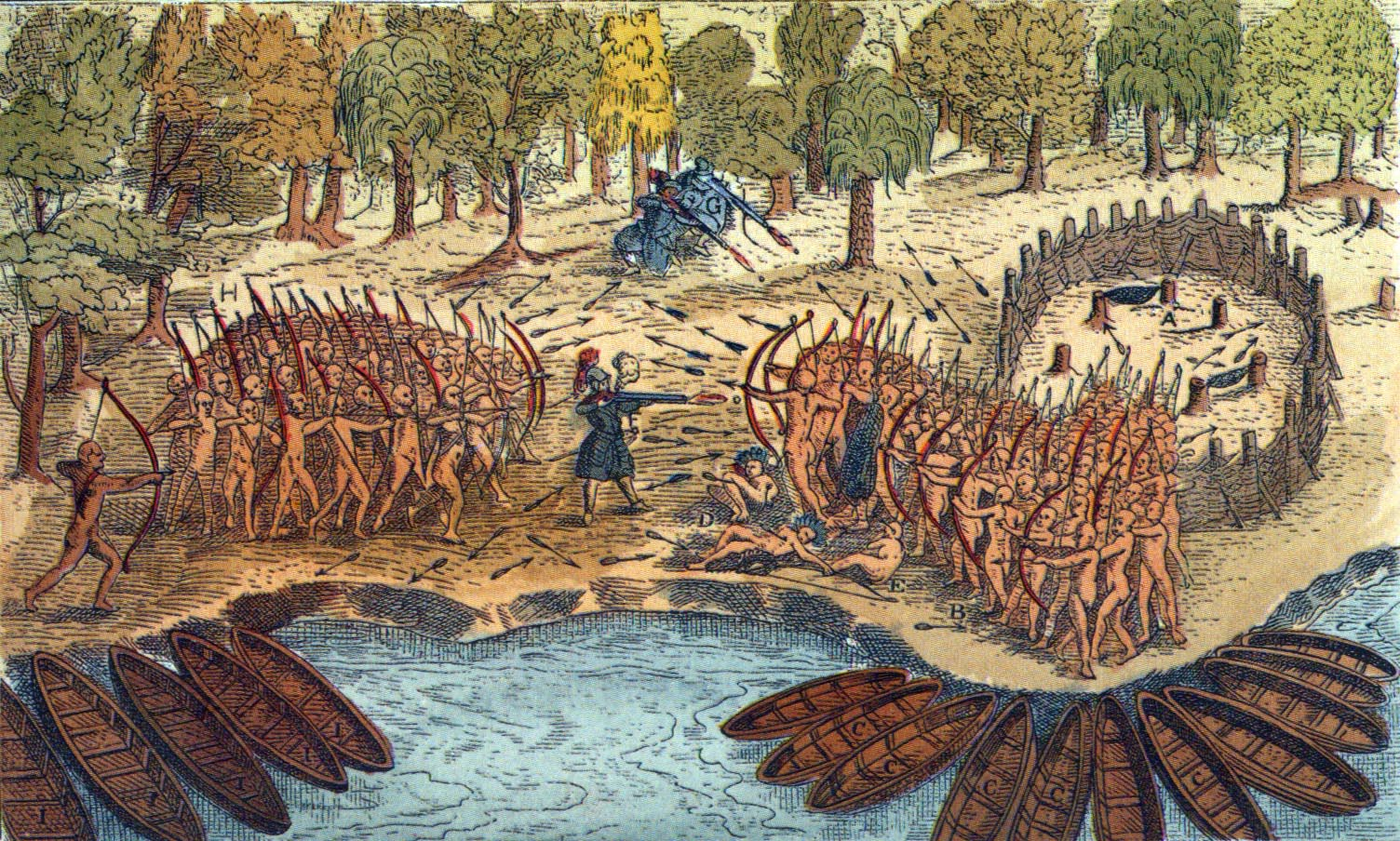
Den första striden mellan fransmän och irokeser vid Lake Champlain 1609. Samuel de Champlain skjuter ned två irokesiska hövdingar.

Under ett århundrade rådde ett brutalt krig mellan de franska kolonisterna i Canada och Irokesförbundet. När Samuel de Champlain deltog i krigståg 1609 tillsammans med sina huronska och algonkinska handelspartners, sköt och dödade han två irokeshövdingar i södra änden av Lake Champlain. Denna händelse var utgångspunkten ett långt och bittert krig mellan Nya Frankrike och Irokesförbundet. Irokesernas samhälle var starkt militariserat och genom en taktiskt framgångsrik användning av terrängen lyckades de nästan tillintetgöra Nya Frankrike under första hälften av 1600-talet. Efter närmare ett århundrades krig med stora förluster av människoliv på bägge sidorna slöts 1701 fred mellan irokeserna och Nya Frankrike.
Under irokeskriget hade ett mönster för krigföringen uppkommit som även skulle karaktärisera de fransk-indianska krigen. Grundläggande var det komplexa nätverk av förbindelser som hade utvecklats mellan vissa indianska nationer och vissa kolonialmakter eller kolonier, där de förstnämnda blev de sistnämndas allierade eller klienter. Dessa allianser var ett resultat av de ekonomiska band som hade formats genom pälshandeln och genom de indianska nationernas behov av allierade mot sina egna indianska rivaler. Krigföringen inkluderade omfattande övergrepp på civilbefolkningen på alla sidor där bosättningar, både europeiska och indianska, kom att överfallas varvid invånarna dödades och hus och grödor brändes. Övergreppen eskalerade över tiden.
Som en följd av hotet från irokeser och britter under Irokeskrigen och de fransk-indianska krigen kom fransmännen i Canada att skapa ett samhälle som var organiserat för krig. Vid mitten av 1600-talet hade nybyggare och handelsmän byggt träpallisader och organiserat ett hemvärn för att försvara sina bosättningar i Québec, Montréal och Trois-Rivières. 1669 utfärdades en kunglig förordning som stadgade hemvärnsplikt för alla kanadensiska män i åldern 16-60. Det kanadensiska hemvärnet tog till sig de praktiska och militära erfarenheterna från sina huronska och algonkinska allierade och använde sig av kanoter, snöskor, mockasiner och leggings samt guerillakrigets överfallstaktik. Med understöd av sina indianska allierade och en liten kader av värvade marinsoldater, utgjorde det kanadensiska hemvärnet ryggraden i kolonins militär fram till det fransk-indianska kriget.